# Sûreté du Québec
La Sûreté du Québec (francés: /syʁte dy kebɛk/, seguridad de Quebec), abreviado SQ, es la fuerza policial provincial de la provincia canadiense de Quebec. No existe un nombre oficial en español o inglés, pero el nombre de la agencia a veces se traduce como la Policía Provincial de Quebec. La sede de la Sûreté du Québec se encuentra en la calle Parthenais, en el centro de la ciudad de Montreal, y la fuerza emplea a aproximadamente 7798 oficiales. La SQ es la segunda fuerza provincial más grande (detrás de la Policía Provincial de Ontario) y la cuarta fuerza más grande en Canadá (detrás de la Real Policía Montada del Canadá, el Servicio de Policía de Toronto y la Policía Provincial de Ontario). Al igual que para la Policía Provincial de Ontario, la Sûreté du Québec remplaza ampliamente a la Policía Montada del Canadá, que en esta provincia solo tiene las compentencias que le son específicas.

## Descripción
La función principal de la Sûreté du Québec es hacer cumplir las leyes provinciales, algunos estatutos municipales, el Código Penal y muchas otras leyes en todo Quebec y ayudar a las fuerzas policiales municipales cuando sea necesario.
A escala local, la SQ es responsable de proporcionar servicios de policía local a los municipios que optaron por no tener los suyos (en su mayoría localidades con menos de 50 000 habitantes), a cambio de un pago en relación con su tamaño. En otras ciudades, la SQ también puede hacerse cargo de las investigaciones de delitos de sus fuerzas municipales, cuando así lo exija la Ley de Policía de la provincia, de acuerdo con la gravedad del delito y el tamaño de la población (por ejemplo, entre otros, la SQ se hará cargo de cualquier homicidio sin arresto inminente en una ciudad de menos de 250 000 habitantes, incluso si tiene su propio departamento de policía). Como tal, la SQ generalmente está presente en comunidades más pequeñas, rurales o suburbanas, y con frecuencia no es visible en las calles de centros urbanos como Montreal y la ciudad de Quebec, cuyas fuerzas policiales deben proporcionar una amplia gama de servicios y operaciones, según la ley. Sin embargo, en esas ciudades, la SQ todavía tiene grandes oficinas donde se llevan a cabo varias investigaciones.
A escala provincial, es responsable, entre otros, de patrullar las carreteras de Quebec (incluidas las urbanas), preservar la integridad de las instituciones gubernamentales, coordinar investigaciones a gran escala (como durante la guerra de motoqueros en la década de 1990), mantener y compartir con otros fuerzas la base de datos de inteligencia criminal de Quebec, entre otras funciones. Además, la SQ puede proporcionar asistencia técnica a la unidad de investigación independiente de Quebec (BEI) en cualquier incidente que implique posibles actos ilícitos por parte de otro departamento de policía, como muerte y lesiones graves. En caso de que la SQ esté involucrado en tal incidente, los servicios policiales de Montreal o de la ciudad de Quebec proporcionarán asistencia (si es necesario).
Además, la SQ es cada vez más activa internacionalmente a pesar de su condición de fuerza policial provincial. De hecho, mantiene relaciones privilegiadas con varios socios europeos (Francia, Bélgica, Suiza) en el área de cooperación técnica y participa en misiones de mantenimiento de la paz de las Naciones Unidas (MINUSTAH y ONUCI). También forma parte de la red internacional Francopol, dedicada a mejorar la formación y las prácticas policiales en la francofonía. La sede de la SQ alberga la Secretaría General de Francopol en Montreal.
Varias controversias socavan la reputación de la SQ, especialmente en la reunión del G8 en 2007, cuando agentes provocadores de la SQ se infiltraron en las manifestaciones y supuestamente lanzaron provocaciones a la misma policía, que más tarde habría tomado represalias. Radio-Canada informó de las contradicciones luego de los eventos en Victoriaville en mayo de 2012 durante las protestas estudiantiles.

## Historia

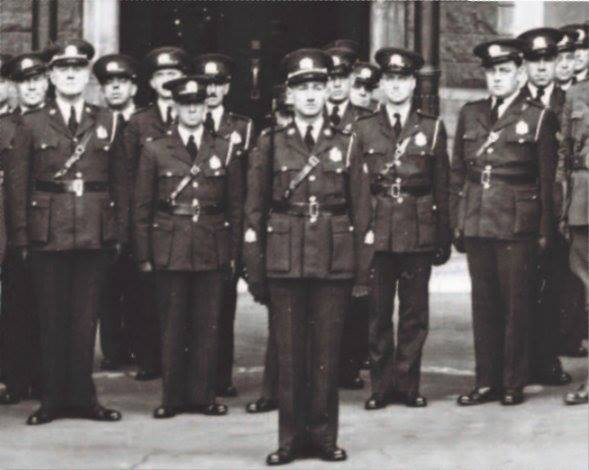
Los policiers des liqueurs (policías del licor), como se los había apodado por su lucha contra el contrabando de licor y otros destilados, en una foto de 1939.

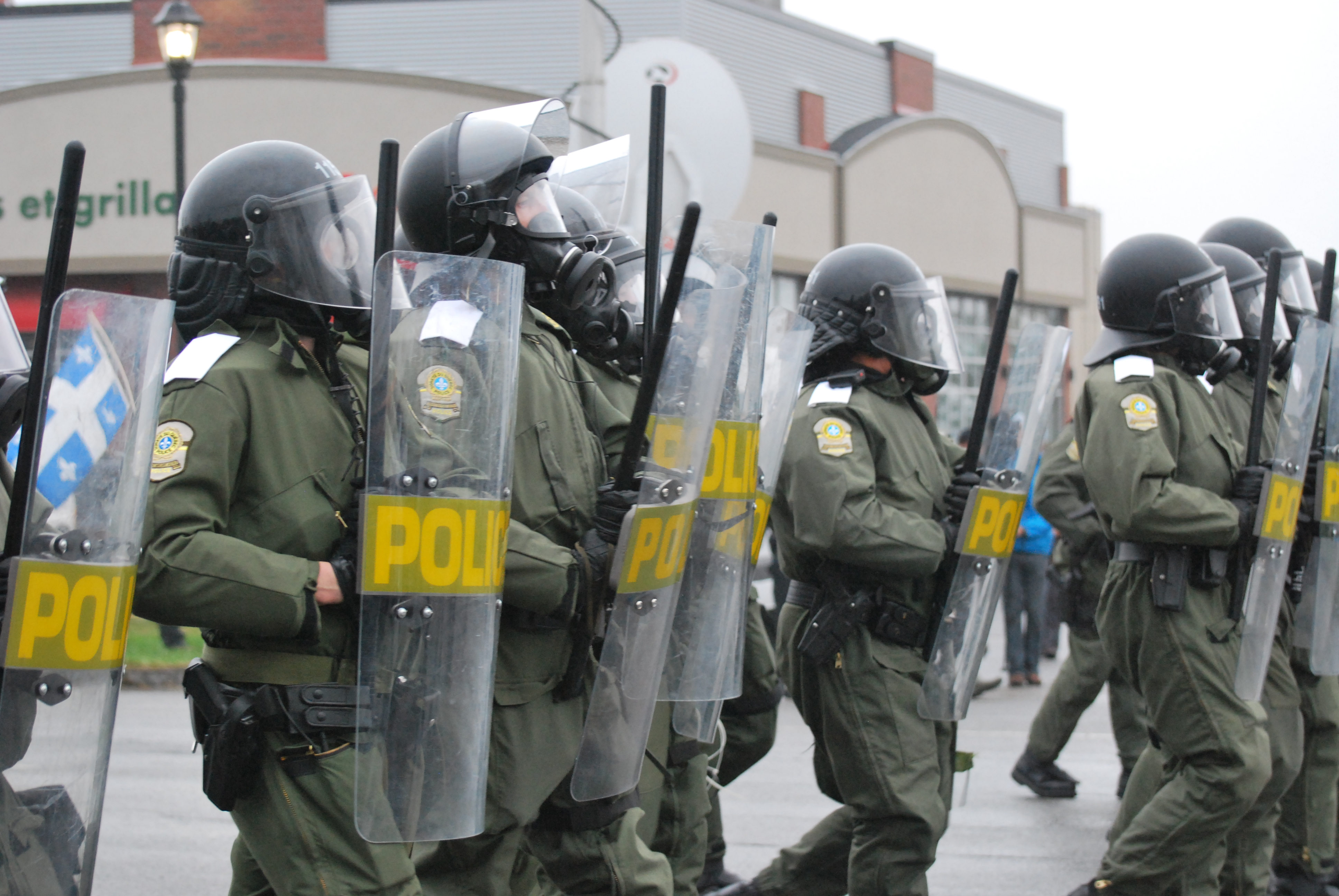
Policías de la escuadra antidisturbios en Victoriaville el 4 de mayo de 2012.

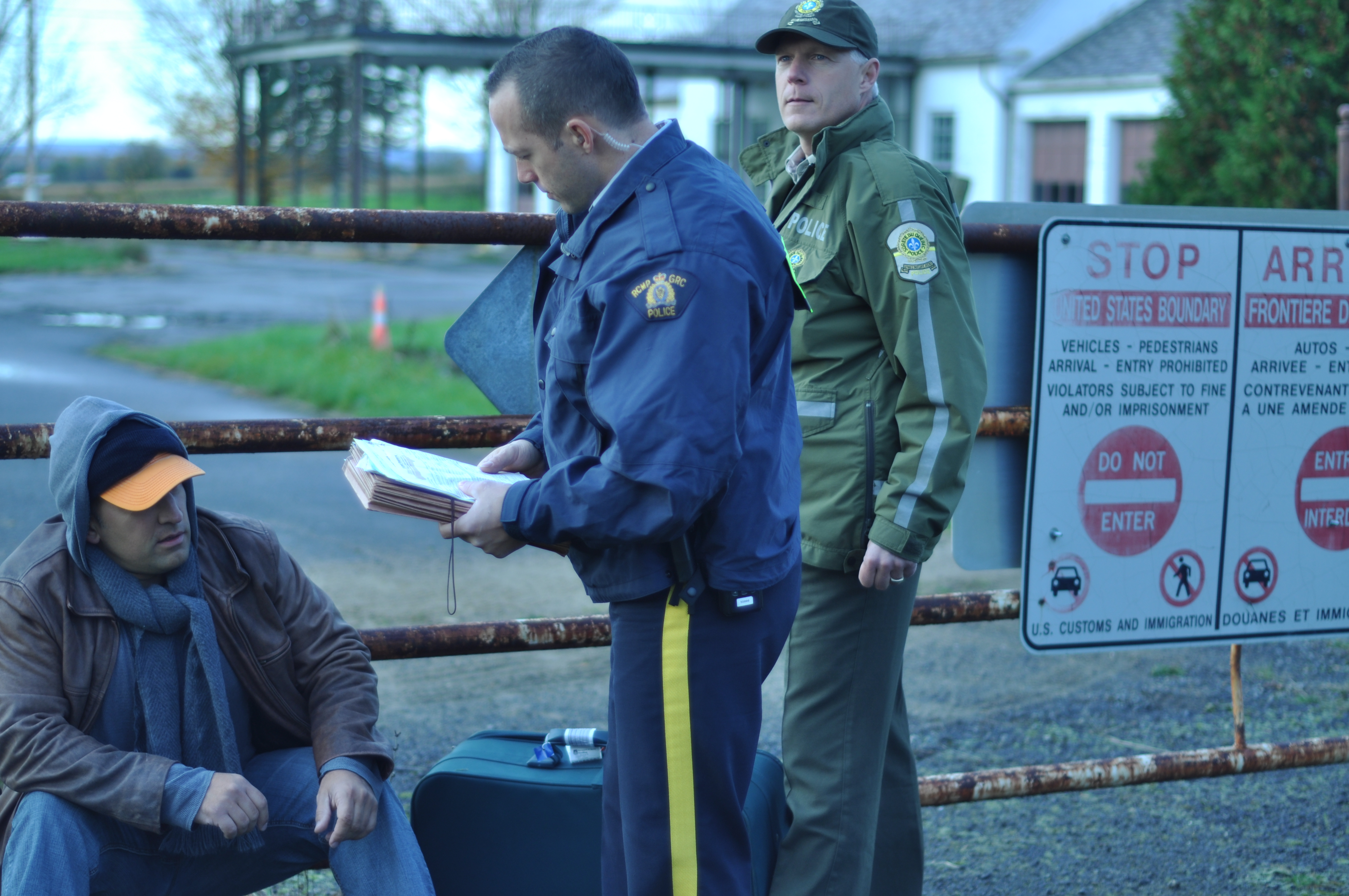
Un agente de la Sûreté du Québec junto a uno de la Real Policía Montada del Canadá durante un control de inmigración.

El 1 de mayo de 1870, el juez Pierre-Antoine Doucet fue nombrado comisionado de la recién formada Policía Provincial. La sede se establece en los cuarteles de la policía municipal de Quebec, que fue disuelta el 26 de mayo. Se establecen pequeños destacamentos, a petición y gasto de los municipios. Las ciudades de Lévis, Hull y Sherbrooke son las primeras en aprovecharlo.
En 1877, la ciudad de Quebec estableció nuevamente su propia fuerza policial. La policía provincial mantiene un servicio reducido en Quebec dirigido por el teniente coronel Jean-Baptiste Amyot, pero desde 1878 hasta 1883, la policía provincial de la ciudad está integrada con las de Quebec. En 1883, el gobierno asumió la responsabilidad de sus oficiales de policía, liderados por otro comisionado, el juez Alexandre Chauveau. La fuerza policial recibe el mandato de la guardia del edificio del parlamento completado en 1884.
Durante estos años, algunos municipios en desarrollo establecieron su propia fuerza policial para mantener el orden. En 1899, el OPP quedó bajo la autoridad del Departamento del Fiscal General (Departamento de Justicia) y sus ministros, quienes ejercerían este poder durante más de 90 años. Está sería completamente reorganizada, marcando una ruptura con el siglo XIX.
Al mismo tiempo, se crean fuerzas policiales especializadas. Por lo tanto, el aumento constante de casos penales en la región metropolitana de Montreal llevó al fiscal general a establecer una Oficina Provincial de Detectives en Montreal, separada de la Policía Provincial. Otra fuerza policial del gobierno, la Policía de Ingresos, supervisa la aplicación de las leyes que prevén la recaudación de ciertos derechos e impuestos. Los agentes y detectives de Quebec son enviados esporádicamente en misiones a las provincias.
En 1922, la ley estableció dos sedes para la OPP, una en Quebec dirigida por Augustin Mc Carthy y la otra en Montreal, dirigida por Dieudonné Daniel Lorrain. La Policía Provincial de Quebec y la Oficina de Detectives Provincial de Montreal se fusionan. La división de Quebec tiene un personal de aproximadamente 35 policías, incluidos dos detectives. Esta división cubre todo el este de Quebec, así como las regiones de Trois-Rivières y Abitibi. A partir de 1925, los policías provinciales permanecieron en Rouyn-Noranda de manera regular y comenzaron a crear un primer puesto permanente.
Dada la expansión de la red de carreteras y el aumento en la cantidad de vehículos en Quebec, nace una Policía de Tráfico y patrulla en motocicleta durante la temporada de verano. Este grupo dependería del Departamento de Carreteras en 1924, pero eventualmente se integraría a la Policía Provincial. En 1929, el aumento constante en los asuntos policiales obligó al gobierno a modificar la estructura de la Policía Provincial para una mayor eficiencia.
Luego de la declaración de la ley marcial bajo las condiciones del Acta de Medidas de Guerra por parte del primer ministro Pierre Trudeau durante la crisis de octubre de 1970, la SQ se encargó principalmente de proteger los puntos vulnerables de la ciudad de Montreal y las personas prominentes en riesgo, liberando a la policía local de ejercer una mayor presión sobre el Frente de Liberación de Quebec. 
En marzo de 1990, una barrera erigida por los mohawks como forma de protesta ante la expansión de un campo de gol por sobre un antiguo cementerio indígena, da inició a la crisis de Oka. En ese entonces, a pedido del alcalde de Oka, Jean Ouellette, el Groupe d'intervention de la SQ lanzó un asalto contra la barricada, de donde tuvieron que retirarse luego, abandonando seis patrulleros y una excavadora, y con el cabo Marcel Lemay mortalmente herido en el pecho. Los continuos bloqueos de carreteras y rutas entre los mohawks y la SQ, y la militarización del movimiento indígena, terminan con la decisión del primer ministro de Quebec, Robert Bourassa, de pedir la intervención del ejército, que reemplazó a la agotada SQ tras 41 días de sitio. La crisis finalizó el 26 de septiembre de 1990. Otro conflicto que tuvieron que enfrentar fue la guerra de motociclistas entre los Hells Angels y los Rock Machine, entre 1994 y finales de 2002. El 15 de junio de 2006 lanzó, en colaboración con otras fuerzas policiales que operan en Quebec, un sitio web que enumera los diez criminales más buscados.
La SQ participó activamente durante la movilización estudiantil en Quebec de 2012, especialmente en los pueblos y ciudades fuera de Montreal y la ciudad de Quebec. El 4 de mayo de 2012, cuando el consejo general del Partido Liberal se reunía en el hotel Le Victorin de Victoriaville, posteriormente a una convocatoria a las partes enfrentadas, una manifestación tranquila se volvió un duro altercado de un grupo chico de personas con la policía, que culminó con un choque generalizado. La SQ había subestimado el riesgo de disturbio, analizándolo como medio, por lo cual al principio no tuvo respuesta y la cerca que los separaba fue derribada fácilmente. Luego, al declarar ilegal la marcha y pedirle a la multitud que se dispersara, empezaron a arrojar docenas de granadas aturdidoras y usaron profusamente gas irritante, en cantidades que los estudiantes consideraron graves. El enfrentamiento duró tres horas, hasta que al fin los manifestantes abandonaron el lugar. Según la SQ, cuatro policías y siete manifestantes resultaron heridos, incluidos un agente de policía que fue severamente golpeado y un estudiante del Cégep de Saint-Laurent que tuvo que ser hospitalizado de urgencia después de recibir una bala de goma en la cara. Además, hubo 106 detenidos y le costó a la SQ $218 000 dólares entre horas extras y otros gastos.
El personal anunció en mayo de 2016 un cambio en la apariencia del uniforme de trabajo y los vehículos, para armonizar con las tendencias en América del Norte. El uniforme tenía un color verde oliva distintivo desde 1962, y solo fue revisado en 1987 por el diseñador Simon Chang, quien, sin embargo, no cambió el color. A partir de 2017, las camisas y los abrigos son de un tono ligeramente más oscuro de verde, mientras que el resto del equipamiento (quepis, pantalones, chalecos a prueba de balas y gorras) son de color negro. Los nuevos vehículos, donde el verde oliva también fue dominante y que reemplazaran gradualmente a los antiguos, fueron pintados principalmente en blanco y negro, resaltando la palabra «police».
El 6 de marzo de 2019, el director general de la Sûreté du Québec, Martin Prud'homme, fue suspendido inmediatamente de sus funciones debido a acusaciones de índole criminal.

## Organización

### Dirección
| Emblema | Descripción | Administración |
| ------- | --- | --- |
|         | Direction générale (Dirección general) - Oficina del director general - Liette-Abel Normandin - Dirección de Auditoría - Carl Gauthier (interino) - Dirección de Normas Profesionales - Martin Hébert - Dirección de Servicios Institucionales - Caroline Guay - Dirección de Comunicaciones y Relaciones Internacionales - Guy Lapointe | Director general: Martin Prud'Homme (suspendido) Johanne Beausoleil (interino) Director general adjunto ejecutivo: Yves Morency |
|         | Grande fonction des enquêtes criminelles (GFEC, Función principal de investigaciones penales) Su misión es «prevenir, dilucidar y castigar los delitos de escala o de naturaleza excepcional en todo Quebec.» Es principalmente responsable de la investigación de delitos mayores y organizaciones criminales. - Dirección de Investigaciones Criminales - Dominique Lafrenière - Dirección de Servicios Especializados de Investigación - Pierre Allaire | Director general adjunto: André Goulet                                                                                          |
|         | Grande fonction de la surveillance du territoire (GFST, Función principal de vigilancia territorial) La vigilancia del territorio implica mantener el orden público en todo Quebec y aplicar los estatutos municipales en territorios que no cuentan con un servicio de policía municipal. La Sûreté du Québec divide el territorio de Quebec en cuatro distritos. - Dirección de Medidas de Emergencia - André Santerre - Distrito Norte - Rachelle Caron (interino) - Distrito Sur - Patrick Bélanger - Distrito Este - Luc Belzile (interino) - Distrito Oeste - Patrice Cardinal | Director general adjunto: Guy Tremblay                                                                                          |
|         | Grande fonction de l’administration (GFA, Función principal de administración) Administra la Sûreté du Québec como organización: recursos humanos, financieros, materiales, etc. - Dirección de Recursos Financieros - Christine Faguy - Dirección de Servicios Jurídicos - Guy Léger (interino) - Dirección de Recursos Humanos - Mario Smith - Dirección de Tecnología y Adquisiciones - Jimmy Potvin | Director general adjunto: Ronald Boudreault                                                                                     |

### Estructura jerárquica
Las insignias de rango de la Sûreté du Québec están ubicadas en las mangas slip on que se usan en las charreteras de la chaqueta del uniforme o los hombros de la camisa.
Los agentes no tienen ninguna insignia en su uniforme. La SQ tenía anteriormente el rango de cabo por encima del rango de agente. Los jefes de equipo tienen charreteras con las palabras Chef d'équipe.
| Jerarquías | Jefe de equipo | Sargento       | Teniente                 | Capitán          |
| ---------- | -------------- | -------------- | ------------------------ | ---------------- |
| Insignia   |                |                |                          |                  |
| Jerarquías | Inspector      | Inspector jefe | Director general adjunto | Director general |
| Insignia   |                |                |                          |                  |

### Servicios especializados
Para cumplir sus diversas misiones, la SQ ha distribuido su personal entre varios departamentos responsables de delitos y faltas bajo su propia jurisdicción:
- Medidas de emergencia (protección civil).
- La lucha contra el terrorismo (noción de contraterrorismo).
- El análisis de comportamiento (seguimiento de asesinos en serie en particular).
- Los delitos contra la persona.
- El servicio de investigación de delitos económicos.
- La identidad judicial.
- La delincuencia organizada. La SQ es responsable de contrarrestar las actividades de las bandas de motociclistas en Quebec, el crimen organizado tradicional y los provenientes de Europa del Este. Para luchar contra grupos de motociclistas criminalizados, se creó el Escuadrón Carcajou (1995), que también comprende investigadores de la RCMP y la SPVM, luego los Escuadrones regionales mixtos de Montreal (1995), Quebec (1996), Saguenay. (1999), Mauricie (1999), Outaouais (1999), Estrie (1999) y Rive-Nord (2004).
- El Groupe tactique d'intervention (GTI, Grupo de Respuesta Táctica).

### Misiones de paz de las Naciones Unidas

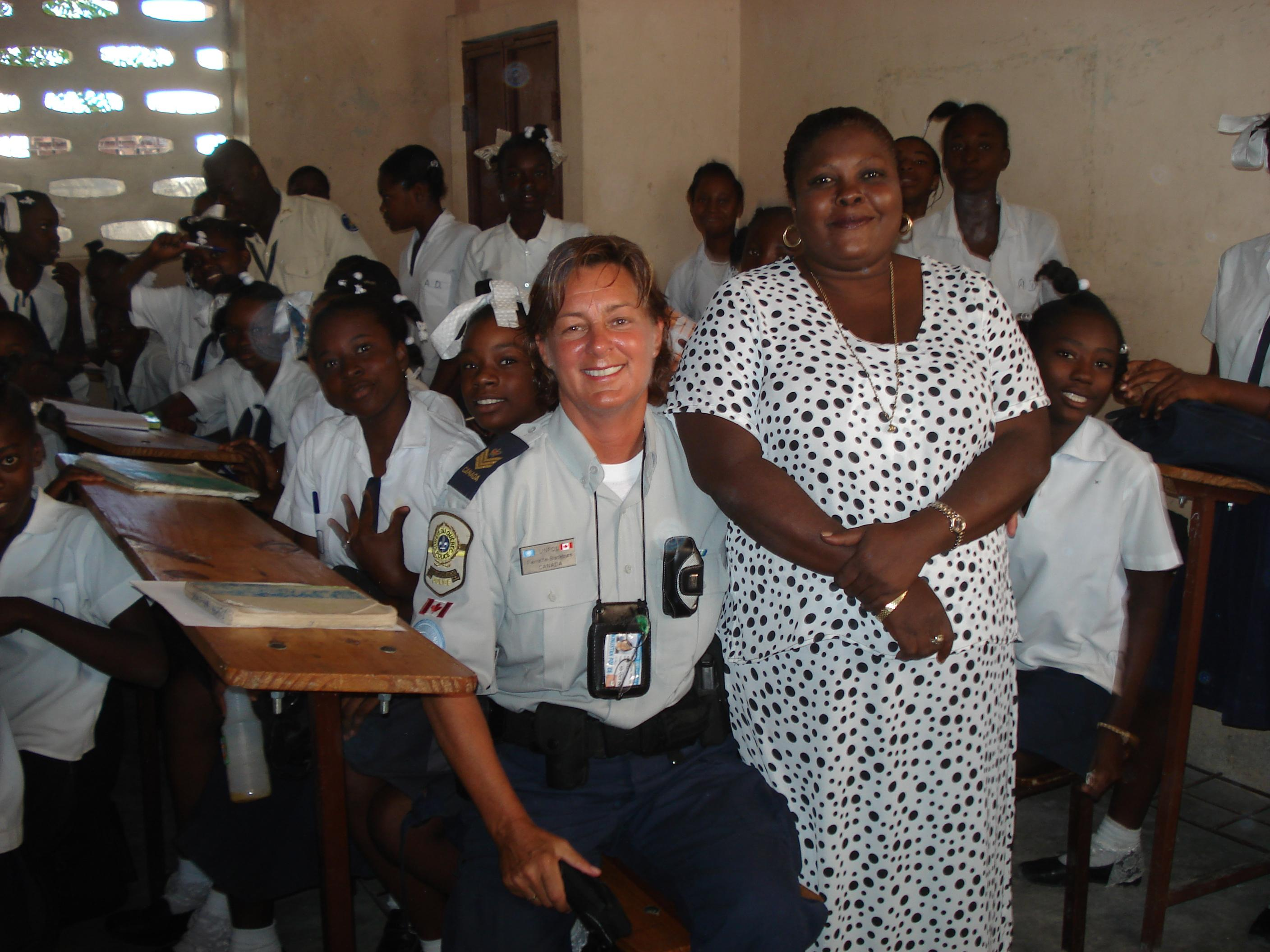
Oficial de policía de la UNPOL de la Sûreté du Québec desplegada en la MINUSTAH.

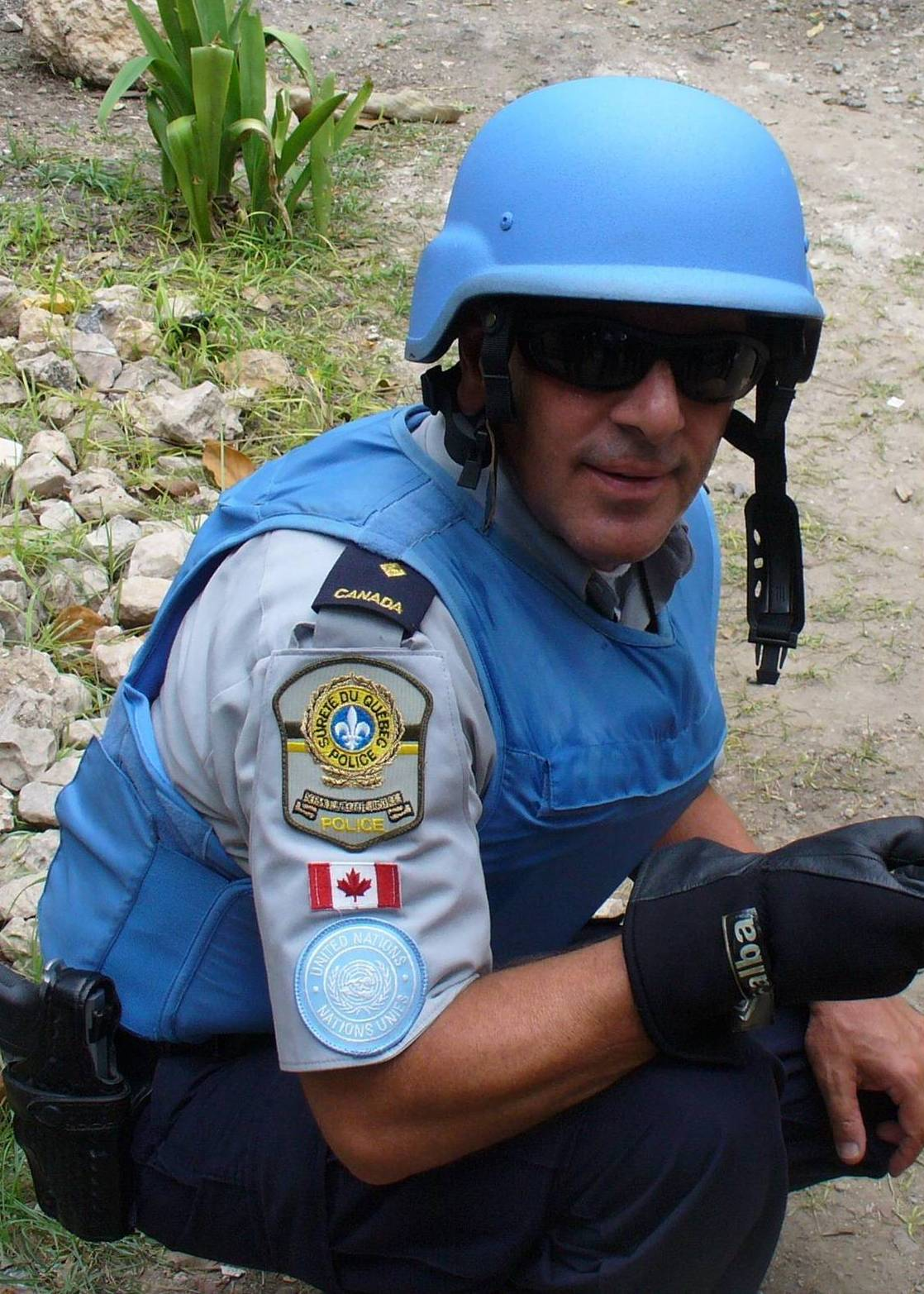
Un casco azul de la Sûreté du Québec.

La Sûreté du Québec participa en los esfuerzos de la comunidad policial canadiense en las operaciones de paz de la ONU (misiones UNPOL) bajo la coordinación de la Real Policía Montada de Canadá. Las primeras contribuciones de la SQ a las actividades de la policía civil internacional tuvieron lugar entre 1995 y 1998. Después de una interrupción, el compromiso de la SQ se renovó en 2004. Por el momento, la organización provincial está enviando oficiales de policía solo en misiones a lugares de habla francesa.
Desde 1995, más de 250 policías de la SQ han contribuido al esfuerzo de mantenimiento de la paz de las Naciones Unidas. Los dos teatros de operaciones donde se despliega la policía de la SQ son Haití (MINUSTAH) y Costa de Marfil (ONUCI). Hoy, el SQ está desplegando 26 oficiales de policía en operaciones de paz con el objetivo de desplegar 50 oficiales de policía en Haití en el mediano plazo después del terremoto del 12 de enero de 2010.

#### Misión de Estabilización de las Naciones Unidas en Haití (MINUSTAH)
Desde 2004, el trabajo de los miembros de la Sûreté du Québec en Haití ha sido parte de la Misión de Estabilización de las Naciones Unidas en Haití (MINUSTAH). El mandato legal que las Naciones Unidas que confiaron a la MINUSTAH consiste en ayudar a restaurar y mantener el estado de derecho, la seguridad pública y el orden público en Haití (resolución UNSC 1542 (2004)). Por lo tanto, la misión tiene como objetivo garantizar la estabilización del país, la celebración de elecciones libres y la reconstrucción de las instituciones haitianas en un clima de seguridad. El componente policial de MINUSTAH es responsable de crear un ambiente más seguro y «de ayudar al gobierno a monitorear, reestructurar y reformar la Policía Nacional de Haití, de acuerdo con los estándares de una policía democrática.» Sin embargo, el terremoto del 12 de enero de 2010 en Haití cambió la situación. Los objetivos originales de la misión ahora se unen a las necesidades evidentes de reconstrucción y estabilización del país. El 19 de enero de 2010, el Consejo de Seguridad de las Naciones Unidas aprobó la resolución 1908 (2010) autorizando el aumento del personal militar y civil de la MINUSTAH, para luego acordar el despliegue de 3500 soldados adicionales, elevando el número total de efectivos de mantenimiento de la paz en el país a 8940, así como el aumento de la presencia de la policía civil (UNPOL), lo que en adelante eleva su número a 3711.

#### Operación de las Naciones Unidas en Costa de Marfil (ONUCI)
La Sûreté du Québec participa desde enero de 2008 en la Operación de las Naciones Unidas en Costa de Marfil (ONUCI). Dos miembros están actualmente desplegados allí por un período de nueve meses. La operación de paz en Costa de Marfil es una misión de mantenimiento y consolidación de la paz, resquebrajada a causa de la guerra civil. El propósito de esta misión es observar y monitorear el alto el fuego establecido el 3 de mayo de 2003 entre el ejército marfileño y las fuerzas rebeldes que habían tomado el control de la parte norte del país. El papel de la policía de las Naciones Unidas en Costa de Marfil es apoyar el proceso de resolución d lae crisis. Su mandato es ayudar a restablecer una presencia policial en el país para proteger a las poblaciones, asesorar a las autoridades locales sobre la reestructuración de los servicios de seguridad y proporcionar experiencia profesional a la policía y gendarmería local.

## Organización territorial
| Distrito Norte Distrito Sur | Distrito Este Distrito Oeste |

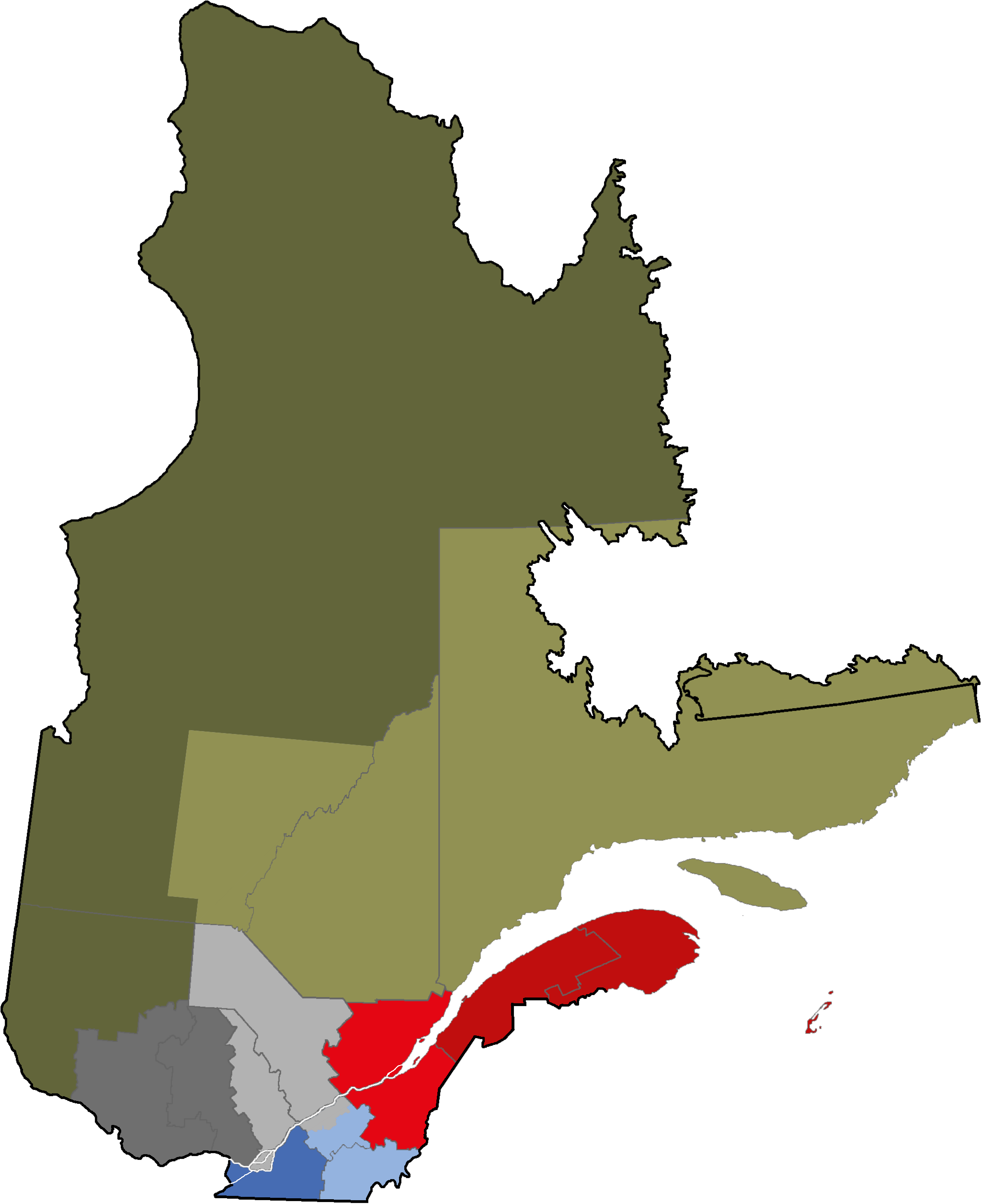
Mapa de regiones y distritos de la Sûreté du Québec en Quebec:
Distrito Norte
Distrito Sur
Distrito Este
Distrito Oeste

Hasta la fecha, la Sûreté du Québec presta servicios a 86 municipios regionales del condados (MCR) y territorios equivalentes (TE), y a 1041 municipios.
Anteriormente, la SQ dividía la provincia en diez distritos, relacionados con las 17 regiones de Quebec. En el 2015, la GFST, con la idea de aumentar la eficacia y aclarar los roles y responsabilidades de los actores, decidió reorganizar su estructura de gestión, reduciendo la cantidad de distritos. Estos pasarían a ser cuatro, con los nombres de los puntos cardinales: Norte (Nord), Sur (Sud), Este (Est) y Oeste (Ouest). Cada uno sería liderado por un director territorial, que tendrá definir las direcciones estratégicas para su distrito, garantizar la estructura organizacional, informar al Estado Mayor y velar por el mantenimiento de la paz y el orden público. Cada región tiene un cuartel general.
Cada distrito sería dividido, a la vez, en dos regiones, que representarían a las 17 regiones oficiales de la provincia. Cada una de estas regiones estarán a cargo de un comandante regional, que, entre sus tareas, deben mantener y desarrollar estrategias con los municipios y las fuerzas policiales locales.
| Distrito               | Regiones                                        | Director                  | Sede         |
| ---------------------- | ----------------------------------------------- | ------------------------- | ------------ |
| Distrito Norte (Nord)  | Abitibi-Témiscamingue-Nord-du-Québec            | Rachelle Caron (interino) | Saguenay     |
| Distrito Norte (Nord)  | Saguenay–Lac-Saint-Jean-Côte-Nord               | Rachelle Caron (interino) | Saguenay     |
| Distrito Sur (Sud)     | Montérégie                                      | Patrick Bélanger          | Boucherville |
| Distrito Sur (Sud)     | Estrie-Centre-du-Québec                         | Patrick Bélanger          | Boucherville |
| Distrito Este (Est)    | Bas-Saint-Laurent-Gaspésie–Îles-de-la-Madeleine | Luc Belzile (interino)    | Quebec       |
| Distrito Este (Est)    | Capitale-Nationale-Chaudière-Appalaches         | Luc Belzile (interino)    | Quebec       |
| Distrito Oeste (Ouest) | Laurentides-Outaouais                           | Patrice Cardinal          | Mascouche    |
| Distrito Oeste (Ouest) | Mauricie-Lanaudière                             | Patrice Cardinal          | Mascouche    |

## Equipamiento
El arma estándar de la Sûreté du Québec es la pistola Glock de calibre 9×19 mm Parabellum. Se adoptan varios modelos, como la Glock 17 Gen 3 estándar, la Glock 19 compacta y la Glock 26 subcompacta. Los oficiales tácticos utilizaron el rifle de combate CQB Close Quarter Battle, variante del rifle Colt Canada C8.
Antes de las pistolas Glock, los oficiales llevaban revólveres .357 Magnum que fueron reemplazados por la Glock 17 en 2001.

### Sistema de reconocimiento de matrículas
La Sûreté du Québec ha estado utilizando los sistemas de reconocimiento automático de matrículas desde 2009. El objetivo de estos sistemas es hacer que las calles y carreteras sean más seguras capturando los vehículos que no están autorizados a circular. La base de datos de placas activas puede constar de los siguientes tipos:
- Placa no registrada en la SAAQ
- Vehículo robado
- Alerta AMBER
- Vehículo buscado

El sistema están instalado en diez vehículos de la Sûreté du Québec, desarrollado por Gtechna. Gtechna es principalmente un desarrollador de software de emisión y gestión de citas que integra tecnologías de misión crítica como las de reconocimiento de matrículas para agilizar la aplicación de infracciones de circulación y estacionamiento.

## Movilidad
Automóviles
Los automóviles son modificados por mecánicos empleados por la Sûreté du Québec. Los automóviles son diferentes de los modelos que se encuentran en el mercado ya que están equipados con lo que se llama un "paquete de policía". Por ejemplo, los frenos son más grandes o la transmisión es más eficiente. Después de 200 000 km, 7 años de servicio o un accidente grave, los símbolos de pertenencia a la policía (calcomanías, luces intermitentes, etc.) se eliminan y los vehículos se venden en subastas.
| Modelo                                     | País de fabricación | Tipo de vehículo                           | Foto |
| ------------------------------------------ | ------------------- | ------------------------------------------ | ---- |
| Vehículos de patrulla asignados al tráfico |                     |                                            |      |
| Ford Taurus                                | Estados Unidos      | Vehículo de patrulla Vehículo de autopista |      |
| Chevrolet Impala                           | Canadá              | Vehículo de patrulla                       |      |
| Dodge Charger                              | Canadá              | Vehículo de patrulla Vehículo de autopista |      |
| Chevrolet Tahoe                            | Estados Unidos      | Vehículo de patrulla                       |      |
| Ford Explorer                              | Estados Unidos      | Vehículo de patrulla Vehículo de autopista |      |

Desde 2017, los agentes de la Sûreté du Québec han usado vehículos en colores blanco y negro. La mayoría de los vehículos son los Ford Police Interceptor y Dodge Charger.
Camionetas
- Dodge Dakota
- Ford E-250
- Ford F-350
- Ford F-450
- Ram 2500 pickup
- Chevrolet Tahoe

Motocicletas
- Motocicletas policiales BMW
- Bicicletas Mikado

Vehículos especiales
- Puesto de mando móvil Prevost Car
- Camión blindado Hummer H1

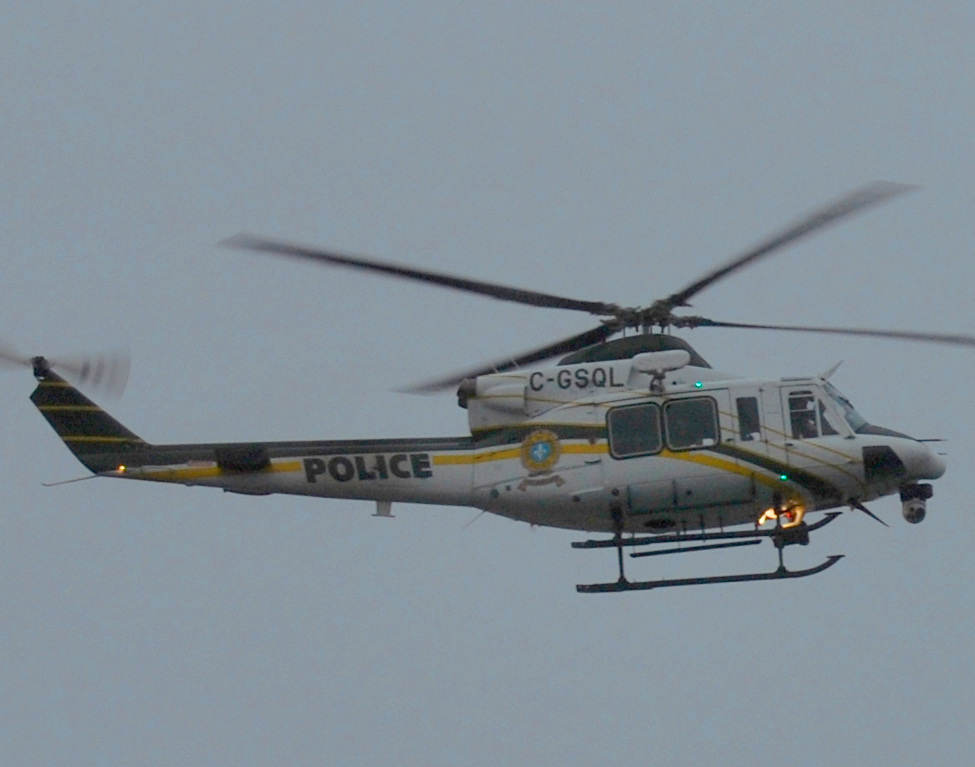
Un helicóptero Bell 412 de la Sûreté du Québec.

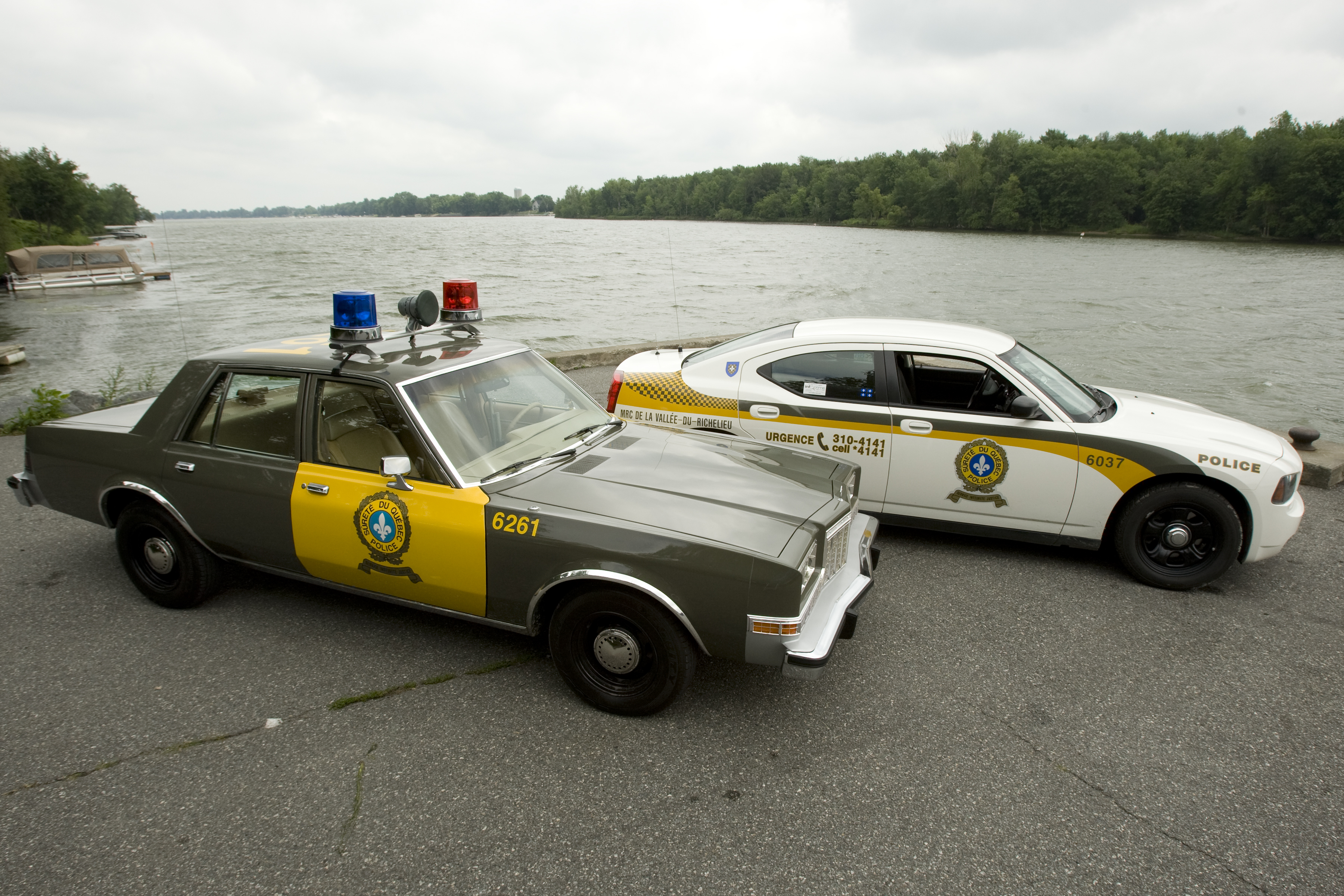
Dos diferentes modelos, uno antiguo y otro más nuevo, del Dodge Charger de la Sûreté du Québec.

- Vehículo de asistencia International
- TBP
- Cambli International Thunder 1 ARV (con chasis International 7500)[13]

Aéreo
- Bell 206
- Bell 206 LT
- Bell 412

Marítimo
- Buque patrullero Doral
- Bombardier Sea-doo

Rural
- Motonieve Bombardier Ski-doo
- Cuatrimoto Grizzly

## Uniforme
Los primeros uniformes eran de origen británico, incluido el uso del casco de custodio, y luego se agregó el quepis. La fuerza adoptó un uniforme con un tono verde más distintivo, así como una gorra de plato, en la década de 1960. El emblema de la fuerza cambió en la década de 1970, cuando el viejo escudo de armas provincial dio paso a la flor de lis.
A finales de 2016, Martin Prud'Homme, director general de la SQ, anunció que se cambiarían los uniformes. Las camisas y abrigos serán de un tono más oscuro de verde oliva, los parches, las gorras y los chalecos antibalas se volverían negros, y los pantalones de color negro azulado. Una de las justificaciones fue que el viejo uniforme verde era demasiado similar al de un soldado.
|                                                                        |
| Uniforme de principios de la década de 1990, durante la crisis de Oka. |

|                                                                                            |
| Un agente con un uniforme anterior a 2016 observando la frontera con un agente de la RCMP. |

|                                                                                |
| Equipo antidisturbios durante las protestas estudiantiles de 2012 en Montreal. |